# Templ (přírodní rezervace)
Templ byla přírodní rezervace ev. č. 1589 poblíž obce Bílá Lhota v okrese Olomouc.
Důvod ochrany představovala přirozená chlumní doubrava.
Přírodní rezervace Templ byla zrušena k 1. červnu 2010, kdy došlo k jejímu sloučení se sousední přírodní rezervací Novozámecké louky v novou přírodní památku Pod Templem.